# Мацумото, Такаси (музыкант)
Такаси Мацумото (яп. 松本隆 Мацумото Такаси, род. 16 июля 1949, Токио) — японский барабанщик и поэт-песенник. Состоял в группах Apryl Fool и Happy End и далее, в 1974 году, стал писать песни для других исполнителей. По состоянию на 2015 год он написал более 2100 песен, 130 из которых входили в десятку чарта Oricon. Продажи синглов, которые он написал, превышают 49,8 млн копий, что делает Мацумото третьим самым коммерчески успешным поэтом-песенником в Японии. В 2017 году за свою работу он был награждён Медалью Почёта с пурпурной лентой.

## Биография
В начальной школе Мацумото слушал музыку Игоря Стравинского и читал поэзию Жана Кокто, между тем благодаря The Beatles он купил ударную установку и пристрастился к рок-музыке. Он окончил факультет коммерции Университета Кэйо.
Первый коллектив Мацумото — Burns (яп. バーンズ Ба:ндзу) — перепевал известные песни, например «Gloria» группы Them и «Hold On, I’m Comin’» Сэма и Дейва. Используя псевдоним Рэй Мацумото (яп. 松本零), в 1968 году он по приглашению Харуоми Хосоно присоединился к психоделик-рок-группе Apryl Fool, которая распалась в день выпуска единственного альбома. Затем, в 1969 году, он вместе с Хосоно основал группу Happy End, для песен которой он написал бо́льшую часть текстов, будучи также барабанщиком. Коллектив выпустил три студийных альбома.
Объявив себя поэтом-песенником, Мацумото сказал своему другу, что хотел бы написать «коммерческую» песню, имея в виду телерекламу. Но его друг воспринял слово «коммерческий» как «популярный» и нашёл ему работу по написанию песен для поп-идола Агнес Чан. Выпуск в 1974 году песни Чан «Pocket Ippai no Himitsu» отметил начало карьеры Мацумото как поэта-песенника. Он признался, что, состоя в Happy End, ставил качество музыки выше её возможной популярности, однако после становления поэтом-песенником решился сосредоточиться и на качестве, и на коммерческом успехе.
В 1981 году на 23-й церемонии Japan Record Awards песня «Ruby no Yubiwa» Акиры Тэрао завоевала Гран-при, а альбом A Long Vacation Эйити Отаки победил в категории «Лучшие альбомы». Мацумото написал слова к песне Тэрао, а также к девяти из десяти песен альбома Отаки. Альбом Сэйко Мацуды Supreme, который продюсировал Мацумото, был признан лучшим альбомом на 28-й Japan Record Awards в 1986 году.
В 2002 году Мацумото основал независимый лейбл звукозаписи Kazemachi Records (яп. 風待レコード Кадзэмати Рэко:до).
В 2015 году был выпущен трибьют-альбом Kazemachi Aimashō (яп. 風街であひませう), который отметил 45-летие Мацумото как поэта-песенника. Запись выиграла Награду за планирование на 57-й Japan Record Awards. 21 и 22 августа 2015 года в Токийском международном форуме при участии множества музыкантов прошёл двухдневный концерт, посвящённый этому юбилею. Мацумото снова занял барабанную установку, чтобы выступить с членами Happy End — Харуоми Хосоно и Сигэру Судзуки.